# Luka Cindrić
Luka Cindrić (ur. 5 lipca 1993 w Ogulinie) – chorwacki piłkarz ręczny, środkowy rozgrywający, od 2019 zawodnik FC Barcelona.
Reprezentant Chorwacji, brązowy medalista mistrzostw Europy (2016). Zwycięzca Ligi Mistrzów w barwach Vardara Skopje (2016/2017).

## Kariera klubowa
W latach 2012–2014 występował w HRK Karlovac. W sezonie 2012/2013, w którym rozegrał 33 mecze i zdobył 243 goli, został królem strzelców ligi chorwackiej. W pierwszej części sezonu 2013/2014 wystąpił w 15 spotkaniach ligowych, w których rzucił 131 bramek. Ponadto zagrał w dwóch meczach Challenge Cup, w których zdobył osiem bramek. W styczniu 2014 przeszedł do Metalurga Skopje, z którym w sezonie 2013/2014 zdobył mistrzostwo Macedonii. Będąc zawodnikiem Metalurga, wystąpił przez półtora sezonu w 11 meczach Ligi Mistrzów, rzucając 45 goli. Grał ponadto w Lidze SEHA, w której zdobył 47 bramek.
W latach 2015–2018 był zawodnikiem Vardara Skopje, z którym zdobył trzy mistrzostwa Macedonii, trzy Puchary Macedonii (2015/2016, 2016/2017 i 2017/2018) oraz Superpuchar Macedonii. W sezonie 2016/2017, w którym rozegrał 18 meczów i rzucił 61 bramek, wygrał z Vardarem Ligę Mistrzów. W rozegranym 3 czerwca 2017 spotkaniu półfinałowym z FC Barceloną (26:25) zdobył cztery gole, w tym decydującego o zwycięstwie na cztery sekundy przed końcem czasu gry. W rozegranym 4 czerwca 2017 finale z PSG (24:23) rzucił trzy bramki. W sezonie 2016/2017 wygrał z Vardarem też Ligę SEHA (zdobył 56 goli), zostając najlepszym środkowym rozgrywającym rozgrywek. W sezonie 2017/2018, w którym w 17 meczach rzucił 66 bramek, ponownie dotarł z Vardarem do Final Four Ligi Mistrzów (4. miejsce). Ponadto po raz drugi wygrał Ligę SEHA, w której w 16 spotkaniach zdobył 66 goli (10. miejsce w klasyfikacji najlepszych strzelców), zostając wybranym najlepszym środkowym rozgrywającym sezonu i Final Four oraz najlepszym zawodnikiem Final Four.
W lipcu 2018 został graczem Vive Kielce, z którym podpisał trzyletni kontrakt (informację od transferze podano w czerwcu 2017). W kieleckiej drużynie zadebiutował 22 września 2018 w wygranym meczu Ligi Mistrzów z niemieckim Rhein-Neckar Löwen (35:32), w którym zdobył pięć goli. Po raz pierwszy w Superlidze wystąpił 25 września 2018 w spotkaniu z Pogonią Szczecin (48:29), w którym rzucił dwie bramki.

## Kariera reprezentacyjna
W 2013 uczestniczył w mistrzostwach świata U-21 w Bośni i Hercegowinie (4. miejsce), podczas których rozegrał dziewięć meczów i zdobył 14 goli.
W reprezentacji Chorwacji seniorów zadebiutował w 2014. W 2016 wraz z nią zdobył brązowy medal mistrzostw Europy – w turnieju, który odbył się w Polsce, zagrał w ośmiu meczach, w których rzucił dwie bramki. W 2017 uczestniczył w mistrzostwach świata we Francji, w których zdobył 39 goli w dziewięciu spotkaniach. W 2018 wystąpił w mistrzostwach Europy w Chorwacji, podczas których rzucił 25 bramek i miał 22 asysty w siedmiu meczach. W 2019 uczestniczył w mistrzostwach świata w Danii i Francji, w których rozegrał sześć spotkań i zdobył dziewięć goli. W trakcie turnieju doznał kontuzji, a w kadrze zastąpił go kołowy Kristian Bećiri.

## Sukcesy
Metalurg Skopje
- Mistrzostwo Macedonii: 2013/2014

Vardar Skopje
- Liga Mistrzów: 2016/2017
- Liga SEHA: 2016/2017, 2017/2018
- Mistrzostwo Macedonii: 2015/2016, 2016/2017, 2017/2018
- Puchar Macedonii: 2015/2016, 2016/2017, 2017/2018
- Superpuchar Macedonii: 2017

Vive Kielce
- Puchar Polski: 2018/2019
- Mistrzostwo Polski: 2018/2019

Reprezentacja Chorwacji
- 3. miejsce w mistrzostwach Europy: 2016

Indywidualne
- Król strzelców chorwackiej ekstraklasy: 2012/2013 (243 bramki; HRK Karlovac)[3]
- Najlepszy środkowy rozgrywający Ligi SEHA: 2016/2017[5], 2017/2018[6] (Vardar Skopje)
- Najlepszy zawodnik Final Four Ligi SEHA: 2017/2018[7] (Vardar Skopje)
- Najlepszy środkowy rozgrywający Final Four Ligi SEHA: 2015/2016[15], 2017/2018[7] (Vardar Skopje)

## Odznaczenia
W 2017 odznaczony Medalem za Zasługi dla Republiki Macedonii.